# Trehøje
Trehøje is een voormalige gemeente in Denemarken.	De oppervlakte van de voormalige gemeente bedroeg 295,77 km². De gemeente telde 9929 inwoners waarvan 5114 mannen en 4815 vrouwen (cijfers 2005). Hoofdplaats was Vildbjerg.	
Sinds 1 januari 2007 hoort de plaats bij gemeente Herning. 